# Inna Čurikova
Inna Michajlovna Čurikova (in russo Инна Михайловна Чурикова?; Belebej, 5 ottobre 1943 – Mosca, 14 gennaio 2023) è stata un'attrice russa, fino al 1991 sovietica.

## Biografia
Inna Čurikova nacque a Belebej, in Unione Sovietica, il 5 ottobre 1943. Nei primi anni '50 si trasferì con la madre a Mosca. Successivamente si appassionò di recitazione e quindi frequentò l'Accademia Ščepkin. Cominciò a recitare nel 1965 interpretando ruoli minori, ma divenne famosa soprattutto nel 1968 grazie al film Nel fuoco non c'è guado e nel 1970 ne Il debutto, entrambi diretti dal regista Gleb Panfilov, che sarebbe poi divenuto suo futuro marito.
Altre pellicole conosciute in cui recitò furono: Tot samyj Mjunchgauzen (1979), Romanzo del tempo di guerra (1983), Rebro Adama (1990), God sobaki (1993), Asja e la gallina dalle uova d'oro (1994) e Širli-myrli (1995).
Per la sua interpretazione in Romanzo del tempo di guerra vinse l'Orso d'argento per la migliore attrice durante il Festival di Berlino del 1984, mentre nel 1991 ricevette il Premio Nika come migliore attrice per il suo ruolo in Rebro Adama. Nello stesso anno diventò una degli ultimi artisti a venire premiati come Artista del popolo dell'Unione Sovietica.
Čurikova diventò anche una rinomata attrice teatrale, lavorando principalmente nel Teatro Lenkom assieme al regista Mark Zacharov.
Nel 2000, insieme a suo marito e al figlio Ivan Panfilov, Čurikova divenne co-sceneggiatrice del film Romanovy. Vencenosnaja sem'ja, in cui inoltre doppiò l'attrice britannica Lynda Bellingham.
Inna Čurikova morì a Mosca il 14 gennaio 2023 all'età di settantanove anni.

## Filmografia
- Tuči nad Borskom (Тучи над Борском) (1963)
- A zonzo per Mosca (Я шагаю по Москве), regia di Georgij Danelija (1963) - non accreditata
- Morozko (Морозко), regia di Aleksandr Rou (1964)
- Gde ty rener', Maksim? (Где ты теперь, Максим?) (1964)
- Strjapucha (Стряпуха) (1965)
- Tridcat' tri (Тридцать три), regia di Georgij Danelija (1965)
- Staršaja sestra (Старшая сестра) (1966)
- Neulovimye mstiteli (Неуловимые мстители), regia di Ėdmond Keosajan (1966)
- Nel fuoco non c'è guado (В огне брода нет), regia di Gleb Panfilov (1968)
- Il debutto (Начало), regia di Gleb Panfilov (1970)
- Prošu slova (Прошу слова) (1967)
- Tot samyj Mjunchgauzen (Тот самый Мюнхгаузен), regia di Mark Zacharov (1979)
- Tema (Тема), regia di Gleb Panfilov (1979)
- Valentina (Валентина), regia di Gleb Panfilov (1981)
- Romanzo del tempo di guerra (Военно-полевой роман), regia di Pëtr Todorovkij (1983)
- Vassa (Васса), regia di Gleb Panfilov (1983)
- Mërtvye duši (Мертвые души), regia di Michail Švejcer (1984)
- Kur'er (Курьер), regia di Karen Šachnazarov (1987)
- La madre (Мать), regia di Gleb Panfilov (1989)
- Rebro Adama (Ребро Адама), regia di Vjačeslav Krištofovič (1990)
- La delegazione / Mantello di Casanova (Плащ Казановы), regia di Alexandr Galin (1993)
- God sobaki (Год Собаки), regia di Semën Aranovič (1994)
- Asja e la gallina dalle uova d'oro (Курочка Ряба), regia di Andrej Končalovskij (1994)
- Širli-myrli (Ширли-Мырли), regia di Vladimir Men'šov (1995)
- Blagoslovite ženščinu (Благословите женщину), regia di Stanislav Govoruchin (2003)
- Idiot (Идиот), regia di Vladimir Bortko (2003)
- Kazus belli (Казус белли) (2003)
- Uekij most (Узкий мост) (2004)
- Moskovskaja saga (Московская сага), regia di Vasilij Aksёnov (2004)
- V kruge pervom (В круге первом), regia di Gleb Panfilov (2005)
- Vintovaja lestnica (Винтовая лестница) (2005)
- Karnaval'naja noč'-2 ili 50 let spustja (Карнавальная ночь-2 или 50 лет спустя) (2006)
- Bez viny vinovatye (Без вины виноватые) (2008)
- Tajny dvorcovych perevorotov. Fil'm 7. "Vivat, Anna!" (Тайны дворцовых переворотов. Фильм 7. "Виват, Анна!") (2008)
- Il sole ingannatore 2 (Утомленные солнцем 2: Цитадель), regia di Nikita Michalkov (2010)